# Miltonella
Miltonella is een geslacht van uitgestorven kreeftachtigen uit de klasse van de Ostracoda (mosselkreeftjes).

## Soort
- Miltonella shupei Sohn, 1950 †